# 小田正浩
小田 正浩（おだ まさひろ、1987年1月1日 - ）は、日本の元ラグビー選手。

## プロフィール
- 熊本県出身。
- ポジションはプロップ(PR)。
- 身長 187cm、体重 110kg
- ニックネームはダーオー[1]、マサ。
- U19日本代表に選ばれたことがある[2]。

## 略歴
16歳からラグビーを始めた。
2005年、熊本工業高校卒業後、法政大学に入る。
2009年、法政大学卒業後、ホンダヒートに加入。
2010年9月11日に行われたトップウェスト第1節の中部電力戦にて先発出場で公式戦初出場を果たす。
2013年、現役を引退した。